# Sesterce de Néron (Portus)
Une série de sesterces de Néron commémorent la construction de Portus, port artificiel créé au nord de l'embouchure du Tibre, sur le territoire d'Ostie. ils ont été frappés dans les deux ateliers monétaires impériaux, à Rome et à Lugdunum.

## Frappes à Rome
Ces sesterces ont été frappés en 64 ap. J.-C., sous Néron, pour commémorer la construction du port de Rome dont les travaux avaient été entrepris sur décision de l'empereur Claude.

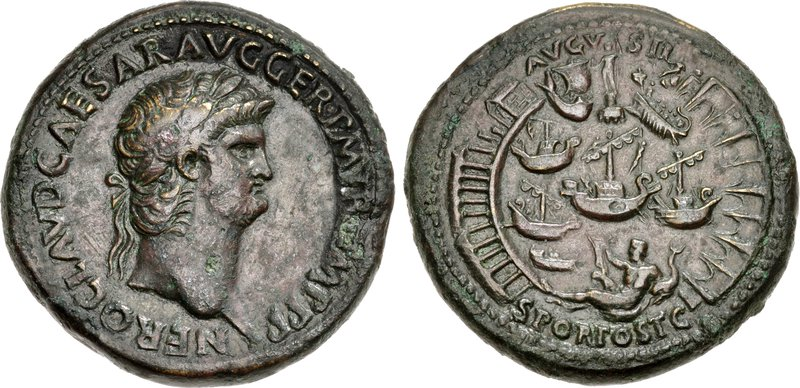
Sesterce de Néron. Frappe romaine, 64 ap. J.-C. (37 mm ; 28.77 g ; 6h).

## Frappes à Lyon
La série de Lyon est similaire à celle de l’atelier de Rome. L’inscription de revers diffère avec PORTV(S) AVG(VSTI) signifiant « le port d’Auguste » et la mention en haut S(ENATVS) C(ONSVLTV), « par décret sénatorial ». Les deux frappes présentent quelques variations mais on note une homogénéité globale. Généralement, on retrouve à l’entrée du port une statue monumentale nue, tenant un sceptre ou un trident rappelant l’attribut de Neptune. Sur la gauche est représentée la partie sud du port avec des bâtiments de stockage (horrea). En haut à gauche est représentée une statue féminine drapée devant un temple périptère représenté en vue de trois quarts.
La partie droite de la monnaie montre la darse de carénage. Sur la partie inférieure, se trouve une figure nue accoudée sur un dauphin et tenant une pelle de gouvernail rappelant l'iconographie des divinités fluviales (personnification du Tibre?). Toutefois, la présence du dauphin rappelle la mer puisque Portus se situe à l'embouchure du Tibre. Cette figure serait plutôt une personnification de Portus. Dans le bassin de cet exemplaire lyonnais, 9 embarcations plus ou moins grandes sont représentées témoignant de l'activité économique du port.

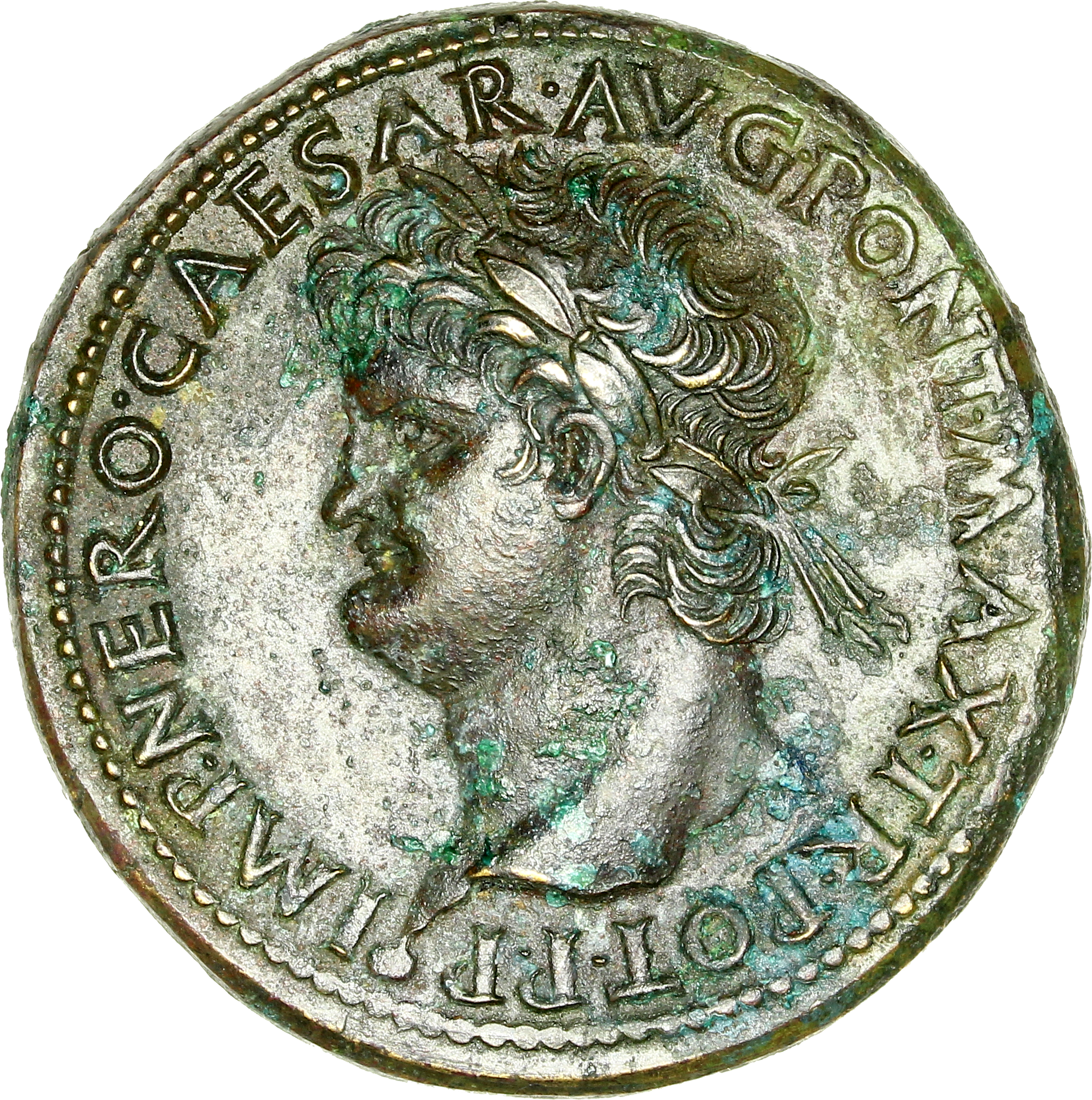
Avers du sesterce de Néron au Portus (Lugdunum Musée et théâtres romains, inv. 2002.1.1)
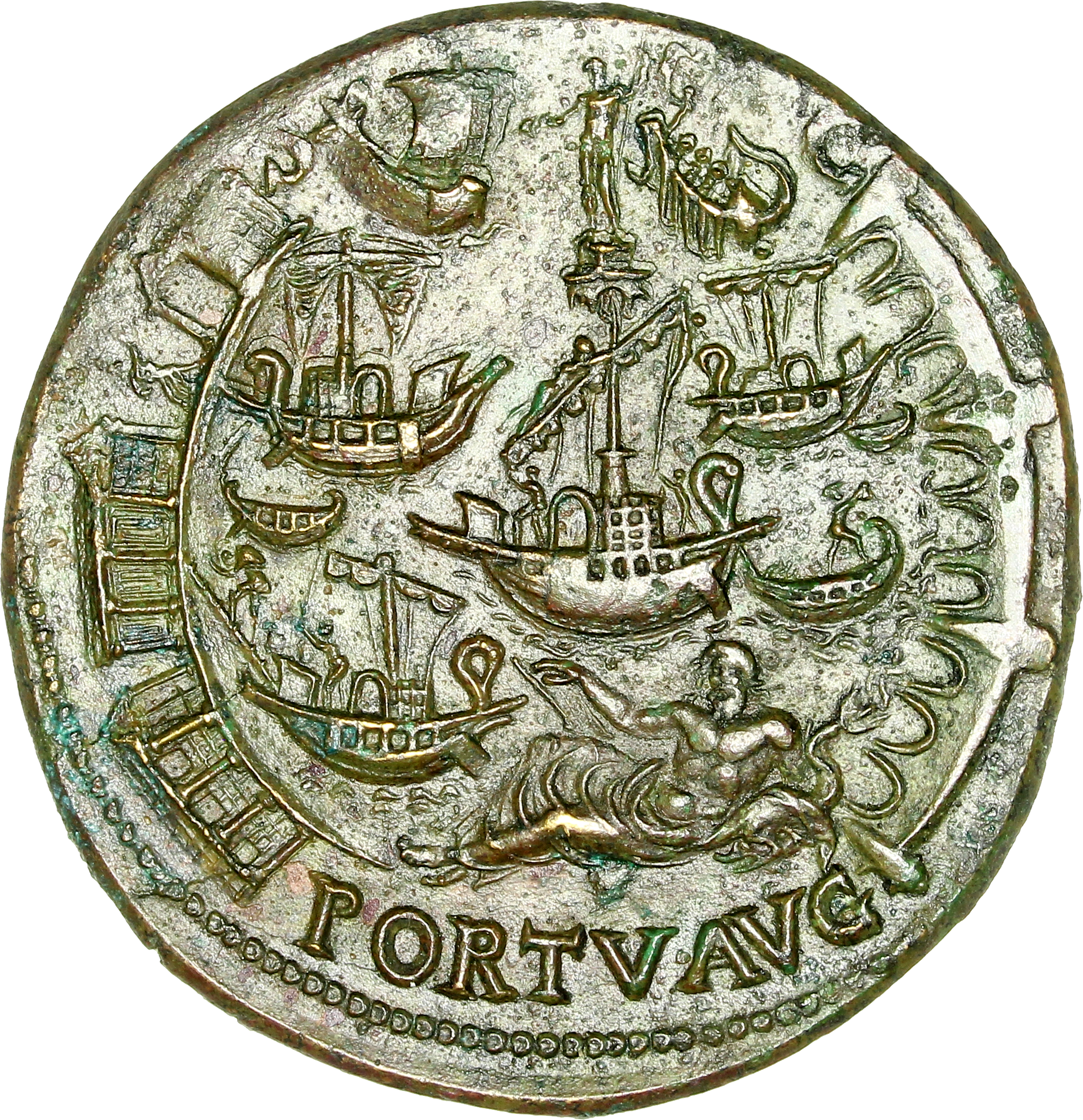
Revers du sesterce de Néron au Portus (Lugdunum Musée et théâtres romains, inv. 2002.1.1)

Caractéristiques : diamètre 35 mm, poids 26,69 g,

## ExpositionClaude, un empereur au destin singulier
Cette monnaie a été exposée au musée des Beaux-arts de Lyon dans le cadre de l'exposition Claude, un empereur au destin singulier. Elle est présentée dans la partie de l'exposition consacrée à l'urbanisme et aux constructions claudiennes dans la ville de Rome.